# Campionati europei di 470 1998
I Campionati europei di 470 1998 si sono svolti a Çeşme, in Turchia, dal 21 al 30 luglio 1998.

## Podi
| Evento        | Oro                                    | Argento                                   | Bronzo                                 |
| 470 Open      | Portogallo Hugo Rocha Nuno Barreto     | Slovenia Tomaž Čopi Mitja Margon          | Portogallo Álvaro Marinho Miguel Nunes |
| 470 Femminile | Ucraina Ruslana Taran Elena Pakholchik | Germania Stephanie Trübel Carolin Grosser | Grecia Sofia Bekatorou Emilia Tsoulfa  |

## Medagliere
| Posiz. | Nazione    | Oro | Argento | Bronzo | Totale |
| ------ | ---------- | --- | ------- | ------ | ------ |
| 1      | Portogallo | 1   | 0       | 1      | 1      |
| 2      | Ucraina    | 1   | 0       | 0      | 1      |
| 3      | Slovenia   | 0   | 1       | 0      | 1      |
| 3      | Germania   | 0   | 1       | 0      | 1      |
| 5      | Grecia     | 0   | 0       | 1      | 1      |
| Totale | Totale     | 2   | 2       | 2      | 6      |